# Bulbophyllum planitiae
Bulbophyllum planitiae är en orkidéart som beskrevs av Johannes Jacobus Smith. Bulbophyllum planitiae ingår i släktet Bulbophyllum och familjen orkidéer. Inga underarter finns listade i Catalogue of Life.